# Nyctemera suprapallida
Nyctemera suprapallida är en fjärilsart som beskrevs av Walter Karl Johann Roepke 1957. Nyctemera suprapallida ingår i släktet Nyctemera och familjen björnspinnare. Inga underarter finns listade i Catalogue of Life.